# Volvo 144

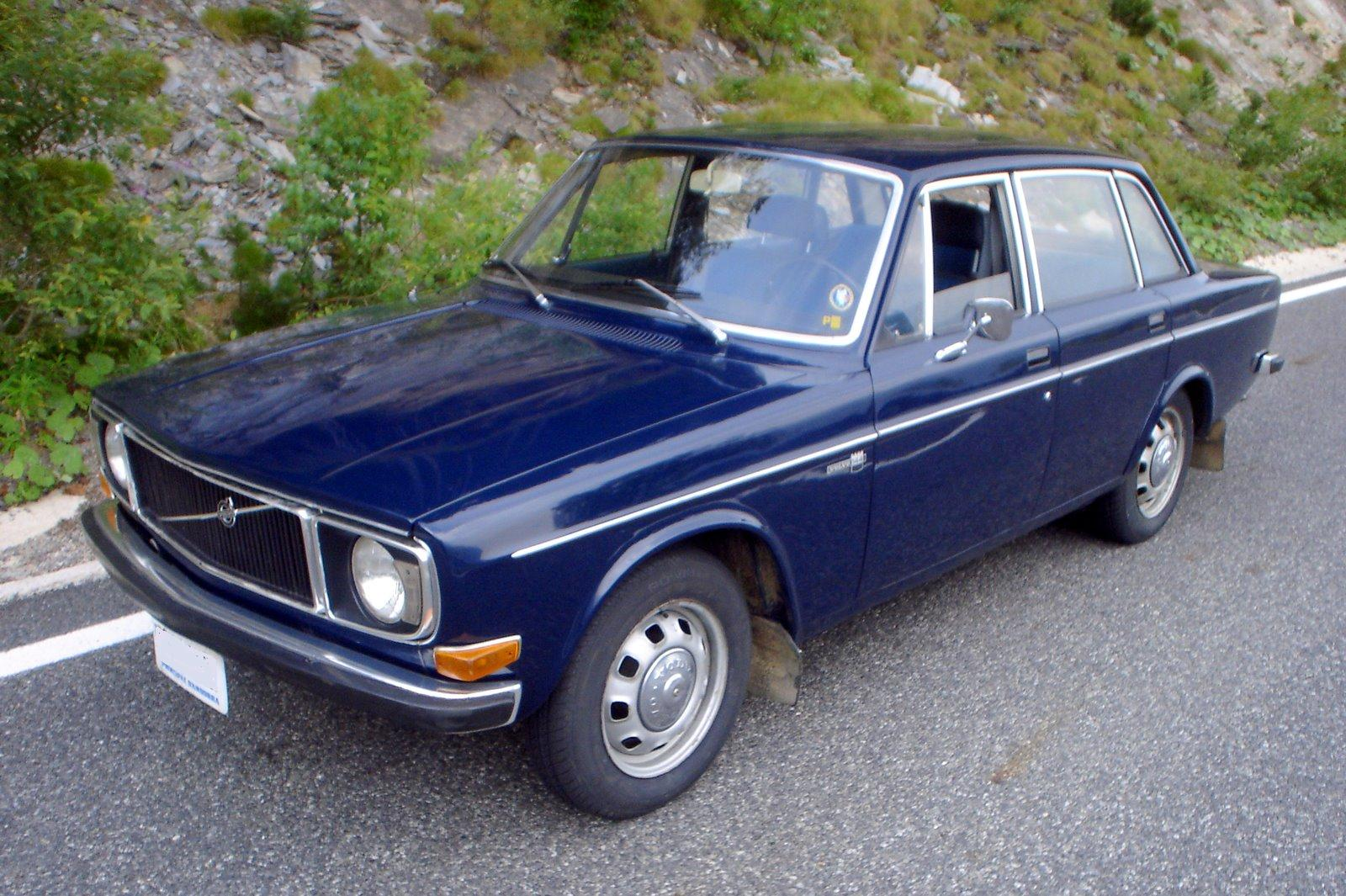
Volvo 144 ediția sedane

Volvo 144 produs de compania suedeză Volvo, a început să fie fabricat în vara anului 1966 fiind modelul anului 1967.
Indicativul 144 provenea de la prima serie (1), patru cilindri (4) și patru uși (4). În timpul producției modelului 144 s-a fabricat și varianta cu două uși, Volvo 142 și modelul cu cinci uși, Volvo 145. Predecesorul său a fost Volvo Amazon iar succesorul său a fost Volvo 240.
Inițial modelul a fost produs la Torslandaverken, Suedia.
Modelul a fost produs în Europa între anii 1966 și 1974 iar în Malaezia între anii 1968 și 1996.